# Chapelle Notre-Dame d'Étrigé
La chapelle Notre-Dame d'Étrigé est un édifice catholique du XIIe siècle-XVIe siècle, située à Juvigny Val d'Andaine, en France.

## Localisation
La chapelle est située dans le département français de l'Orne, dans l'ancienne commune de Sept-Forges, ayant absorbé la commune d'Étrigée en 1832.

## Historique
La chapelle est datée du  XIIe siècle.
Le chœur est daté du XIIIe.
La chapelle est remaniée au XVIe siècle. Les peintures murales datées de ce dernier siècle sont restaurées au milieu du XIXe. Une large baie a été ouverte à cette date dans la nef. D'autres fenêtres et une porte avaient précédemment été ouvertes. 
L'édifice est inscrit au titre des monuments historiques depuis le 10 mars 1997 et la charpente fait l'objet de la protection.
En 2004 des peintures murales du XIIIe sont découvertes dans le chœur. La Sauvegarde de l'Art français accorde une aide de 15 000 € en 2007 pour des travaux urgents liés aux faibles fondations et au poids des charpentes. La mobilisation de la commune et d'une association Les amis d'Etrigé collecte 153 000 €. L'édifice remporte en 2019 la première place du Prix du mécénat populaire de la Fondation du patrimoine et une aide de 6 000 €. Le projet de restauration de la nef est estimé à 260 000 €.

## Description
Les édifices religieux anciens et conservés sont rares dans le Bocage.
La nef mesure 12 m sur environ 7 m et le chœur environ 5 m sur 5,30 m. Le clocher possède une couverture en ardoises, contrairement au reste de l'édifice couvert de tuiles.
La charpente est posée sur des poteaux supportés par les murs gouttereaux.
La nef a conservé des baies romanes.
La chapelle conserve une Vierge à l'Enfant du XVIe, un maître-autel du XVIIIe et une fresque de la Glorification de la Vierge du XVIe.